# 阿西维辛
阿西维辛是一种有机化合物，化学式为C5H7ClN2O3，它是谷氨酰胺的类似物，是γ-谷氨酰转移酶的抑制剂。它在1972年被发现，并用于抗癌药物研究，但因为其毒性，试验未成功。